# 一之宮神社 (高山市)
一之宮神社（いちのみやじんじゃ）は、岐阜県高山市国府町（旧・吉城郡国府町）に鎮座する神社。
飛騨国荒城郡名張郷の産土神社である。現在は高山市国府町名張の産土神社である。

## 概要
創建時期は不詳。かつては下照大権現、一之宮大菩薩、大宮、一之宮などと呼ばれていた。
かつては境内に古墳があったが、明治初期に境内拡張により取り壊されている。この古墳から古墳時代後期（7世紀前半）の副葬品が見つかっている。
1928年（昭和3年）に一之宮神社に改称する。
1933年（昭和8年）、名張地区の荒神社、諏訪神社、粟田神社を合祀。境内社とする。

## 主祭神
- 下照比売命

## 境内社
- 荒神社
- 諏訪神社
- 粟田神社（祭神：粟田道麻呂[5]）
- 火具土神社 - 1941年（昭和16年創建）[5]

## 文化財
- 一之宮神社所蔵古墳時代遺物

1871年（明治4年）、一之宮神社社殿拡張工事の際、境内の古墳から銅鏡、鍔、刀、耳環、鉄鏃など、計50点が出土。1987年（昭和62年）1月27日に岐阜県の重要文化財に指定されている。
- 一之宮神社本殿

天保14年（1843年）に建築。高山市の有形文化財に指定されている。